# 地方錯置
地方錯置（英語：Anachorism）是一个文化地理學术语，常见于談論某个具体地方，指的是置身錯誤地方的事物，當某件事或某個人被判定為「不得其所」時，其便產生了逾越，逾越了地理界線與社會文化界線。當空間分類愈強烈，當地涉入者驅逐和排斥的慾望也愈大，愈容易使投資於既有秩序的「侵入者」感到煩惱，因此，地方錯置是產生於地方建構基礎之上的結果。

## 性慾特質的地方錯置
性慾特質（sexuality）是依照不同性慾形式而建立的社會認同，是複雜的社會與文化關係形式，性慾特質是地理上建構而成的。地理學家布朗（Michael Brown）研究同性戀性慾特質的空間性，在《衣櫃空間》（Closet Place）一書中檢視同性戀性慾特質遭到邊緣化，在各種尺度上隱匿不顯，對於異性戀而言，所有的空間都是異性戀空間，異性戀者認為同性戀者在諸如公車、城市這種地方不該當眾熱吻，因為這樣打破了未明說的性慾規則。
關於異性戀娼妓研究指出，雖然娼妓在其他地方幾乎可以被接受，但是在某些地方卻被視為不得其所，哈伯德（Philip Hubbard）提到在英格蘭「私人」空間工作的「高級娼妓」以及在街頭和公共空間工作的「低級娼妓」間，具備普遍認同的區別，由於公眾認定性慾特質是在私人空間表現的假設，高級娼妓通常被忽略，而低級娼妓卻在伯明罕、布瑞德福特等地成為道德恐慌的對象。

## 無家之人的地方錯置
段義孚（Tuan）在〈地理學觀點〉（A View of Geography）中形容地理學是研究做為人類家園的地球，換言之，核心概念是「家」。就家是一個私密過活的地方而論，家充滿了道德意義。人類學家馬爾基（Liisa Malkki）認為現代世界有種將人與認同安置於特定空間和特定邊界裡的趨勢，這樣的後果便是以完全負面的方式來設想居無定所之人。無家可歸者，譬如遊民，常常只被當成不得其所者，卻不是整個城市政治與經濟的徵候。